# Abhishek Ambekar
Abhishek Ambekar (sinh ngày 11 tháng 8 năm 1991) là một cầu thủ bóng đá người Ấn Độ hiện tại thi đấu ở vị trí tiền vệ chạy cánh cho Minerva Punjab ở I-League.

## Sự nghiệp

### Air India
Ambekar có màn ra mắt cho Air India FC của I-League ngày 7 tháng 10 năm 2012 khi vào sân từ ghế dự bị ở phút 54 thay cho Ong Lepcha; Air India lost 5–1.

## Thống kê sự nghiệp

### Câu lạc bộ
Số liệu chính xác tính đến ngày 12 tháng 5 năm 2013
| Câu lạc bộ          | Mùa giải            | Giải vô địch | Giải vô địch | Cúp Liên đoàn | Cúp Liên đoàn | AFC     | AFC       | Tổng    | Tổng      |
| Câu lạc bộ          | Mùa giải            | Số trận      | Bàn thắng    | Số trận       | Bàn thắng     | Số trận | Bàn thắng | Số trận | Bàn thắng |
| ------------------- | ------------------- | ------------ | ------------ | ------------- | ------------- | ------- | --------- | ------- | --------- |
| Air India           | 2012–13             | 3            | 0            | 0             | 0             | —       | —         | 3       | 0         |
| Tổng cộng sự nghiệp | Tổng cộng sự nghiệp | 3            | 0            | 0             | 0             | 0       | 0         | 3       | 0         |